# رحلة المليون (مسلسل مصري)
رحلة المليون هو مسلسل مصري من تأليف أحمد عوض وإخراج أحمد بدر الدين وعرض على التلفزيون المصري والعرض الأول 31 مايو 1984

## قصة المسلسل
ينزج سنبل (محمد صبحي) إلى القاهرة بحثا عن عمل وهناك يقطن برفقة خاله البستاني الذي يعمل بفيلا لطفي بيه (جميل راتب) الذي يستغل سذاجة سنبل وطيبته وييستولى على كليته، ويقوم بطرده من فيلته بعد اتهامه بالسرقة. وتبدأ رحلة سنبل في محاولة الثراء وتكوين مليون جنيه للانتقام من لطفي.

## فريق العمل
1. محمد صبحي
2. هالة صدقي
3. سيد الصاوي
4. أحمد عبد الوارث
5. وفيق فهمي
6. عبد الحفيظ التطاوي
7. حسين الشربيني
8. زوزو نبيل
9. سعاد نصر
10. عبد الله إسماعيل
11. سيف الله مختار
12. محمود القلعاوي
13. جميل راتب
14. ناجي سعد
15. سمية الألفي
16. عايدة عبد العزيز
17. شريف منير
18. عمر ناجي
19. أبو الفتوح عمارة
20. نرمين كمال
21. محمد عبد الحليم